# Tennistoernooi van Rome 2014
|                                          |  |                                      |
| Serena Williams, winnares bij de vrouwen |  | Novak Đoković, winnaar bij de mannen |

Het tennistoernooi van Rome van 2014 werd van 11 tot en met 18 mei 2014 gespeeld op de gravelbanen van het Foro Italico in de Italiaanse hoofdstad Rome. De officiële naam van het toernooi was Internazionali BNL d'Italia.
Het tennistoernooi van Rome trok 175.697 toeschouwers.
Het toernooi bestond uit twee delen:
- WTA-toernooi van Rome 2014, het toernooi voor de vrouwen
- ATP-toernooi van Rome 2014, het toernooi voor de mannen

## Toernooikalender
|                   | mei 2014 | mei 2014 | mei 2014 | mei 2014 | mei 2014 | mei 2014 | mei 2014 | mei 2014    | mei 2014     | mei 2014 |
| zon 11            | maa 12   | din 13   | din 13   | woe 14   | woe 14   | don 15   | vrĳ 16   | zat 17      | zon 18       |          |
| ----------------- | -------- | -------- | -------- | -------- | -------- | -------- | -------- | ----------- | ------------ | -------- |
| vrouwenenkelspel  |          | 1e ronde | 1e ronde | 2e ronde | 2e ronde | 2e ronde | 3e ronde | kwartfinale | halve finale | finale   |
| vrouwendubbelspel |          | 1e ronde | 1e ronde | 1e ronde | 1e ronde | 2e ronde | 2e ronde | kwartfinale | halve finale | finale   |
| mannenenkelspel   | 1e ronde | 1e ronde | 1e ronde | 2e ronde | 2e ronde | 2e ronde | 3e ronde | kwartfinale | halve finale | finale   |
| mannendubbelspel  |          | 1e ronde | 1e ronde | 1e ronde | 1e ronde | 2e ronde | 2e ronde | kwartfinale | halve finale | finale   |

ATP-toernooi van Rome – WTA-toernooi van Rome

1990 · 1991 · 1992 · 1993 · 1994 · 1995 · 1996 · 1997 · 1998 · 1999 · 2000 · 2001 · 2002 · 2003 · 2004 · 2005 · 2006 · 2007 · 2008 · 2009 · 2010 · 2011 · 2012 · 2013 · 2014 · 2015 · 2016 · 2017 · 2018 · 2019 · 2020 · 2021 · 2022 · 2023 · 2024